# ترينيتي (اختبار نووي)
ترينيتي (بالإنجليزية: Trinity)‏ هو الاسم الرمزي الذي أطلق على أول عملية تفجير لسلاح نووي. أجريت العملية من قبل الجيش الأمريكي كجزء من مشروع مانهاتن على الساعة 5:29 صباح يوم 16 يوليو 1945 في صحراء جورنادا ديل ميرتو على بعد 56 كيلومتر جنوب شرق مدينة سوكورو، نيومكسيكو. ولم يكن يوجد في تلك المنطقة سوى بيت ريفي وبنايات تابعه له والتي إستخدمها العلماء كمختبر لاختبار مكونات القنبلة. الاسم الرمزي «ترينيتي» تم اختياره من قبل روبرت أوبنهايمر، مدير مختبر لوس ألاموس الذي إستلهم الاسم من إحدى قصائد جون دون.
كان الاختبار لجهاز انشطار بلوتونيوم من نمط الانضغاط الداخلي، أُطلق عيه بشكل غير رسمي اسم «الأداة»، وله تصميم مشابه لقنبلة الرجل البدين (فات مان) التي أُلقيت فوق مدينة ناغازاكي اليابانية في التاسع من أغسطس عام 1945. تطلب التعقيد الموجود في التصميم جهدًا كبيرًا بذله مختبر لوس ألاموس الوطني، وقادت المخاوف حول إمكانية عمله إلى إجراء الاختبار النووي الأول. كان كينيث بينبريدج المخطط والمدير لهذا الاختبار.
أدى وجود مخاوف من إخفاق الانفجار إلى إنشاء وعاء احتواء فولاذي سُمي جامبو، إذ كان قادرًا على احتواء البلوتونيوم، الأمر الذي سيسمح باسترداده، لكنه لم يُستخدم. حُدد موعد التجربة في السابع من مايو عام 1945، إذ أُلقيت 108 أطنان أمريكية (96 طنًا بريطانيًا، أي 98 طنًا) من مواد شديدة الانفجار مرتبطةً مع نظائر مشعة.
أطلق إلقاء «الأداة» طاقة انفجارية مقدارها 22 كيلوطن تي إن تي (92  تيراجول). شمل فريق المراقبة كلًا من فانيفار بوش، وجيمس تشادويك، وجيمس كونانت، وتوماس فاريل، وإنريكو فيرمي، وريتشارد فاينمان، وليزلي غروفز، وروبرت أوبنهايمر، وجيفري انغرام تايلور، وريتشارد تولمان، وجون فون نيومان.
أُعلن أن موقع الاختبار معلم تاريخي وطني في عام 1965، وأُدرج في السجل الوطني للأماكن التاريخية في الولايات المتحدة في السنة التالية.

## خلفية
ظهرت الأسلحة النووية نتيجة تطورات علمية وسياسية في ثلاثينيات القرن العشرين. شهد هذا العقد العديد من الاكتشافات المتعلقة بطبيعة الذرات، بما في ذلك وجود ظاهرة الانشطار النووي. أدى الظهور المتزامن للحكومات الفاشية في أوروبا إلى التخوف من مشروع الأسلحة النووية الألماني، وانتشر هذا القلق بشكل خاص بين العلماء اللاجئين من ألمانيا النازية والبلدان الفاشية الأخرى عندما أظهرت حساباتهم أن إنشاء الأسلحة النووية أمر ممكن نظريًا. دعمت الحكومتان البريطانية والأمريكية جميع الجهود المبذولة لبناء هذه الأسلحة.

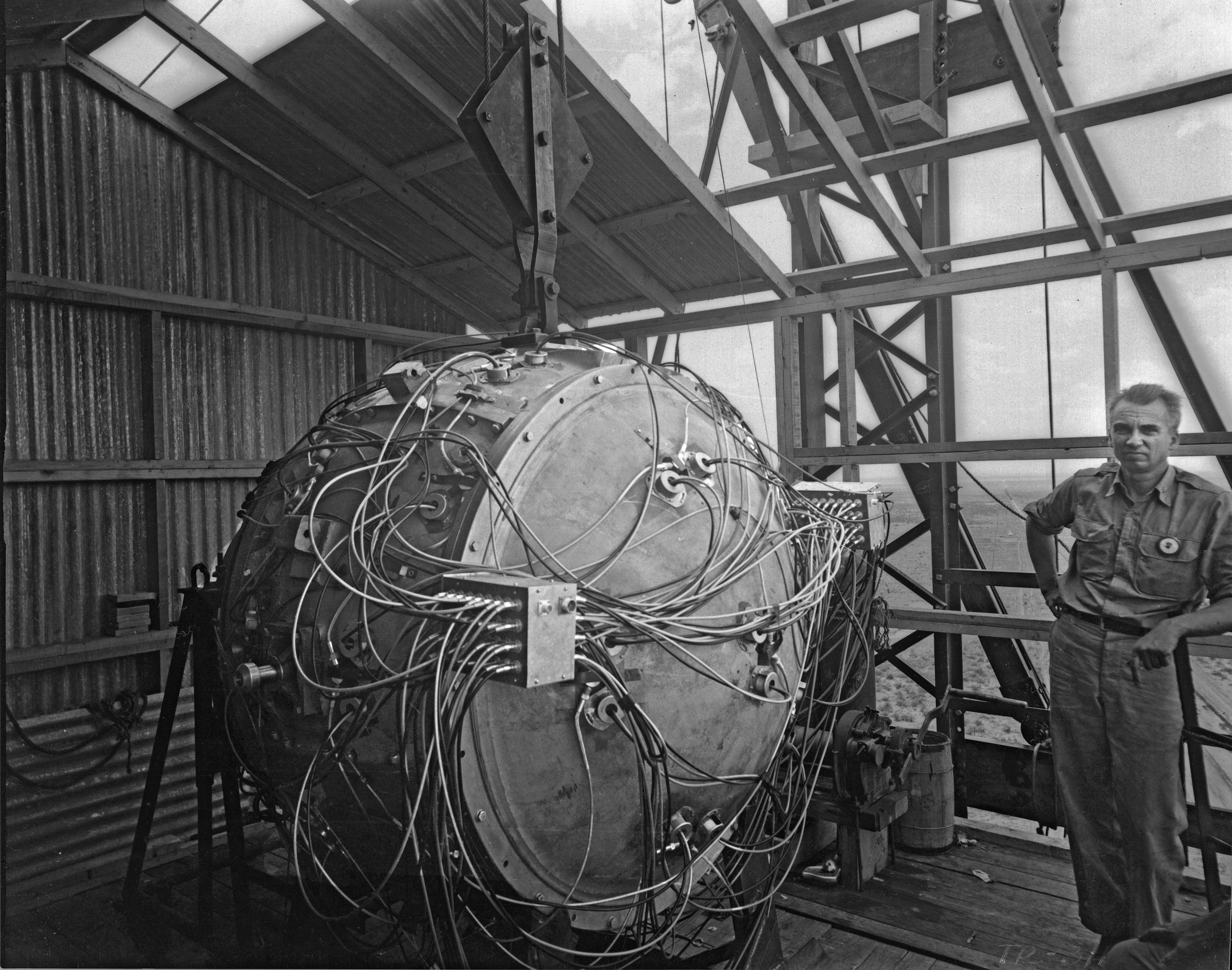
Norris Bradbury قائد المجموعة لتجميع القنابل ، يقف بجانب قنبلة التجريب "الأداة " المجمعة فوق برج الاختبار. في وقت لاحق أصبح هو مدير مختبر لوس ألاموس بعد رحيل Oppenheimer.

انتقلت جهود التصنيع إلى سلطة الجيش الأمريكي في يونيو من عام 1942 تحت مسمى مشروع مانهاتن. استلم العميد ليزلي غروفز إدارة المشروع في سبتمبر من عام 1942. يقع قسم تطوير الأسلحة الخاص بالمشروع في مختبر لوس ألاموس في نيومكسيكو الشمالية تحت إدارة الفيزيائي روبرت أوبنهايمر. أجرت كل من جامعة شيكاغو، وجامعة كولومبيا، ومختبر لورنس بيركلي الوطني، وجامعة كاليفورنيا، بركلي، أعمال تطوير أخرى.
يُعتبر إنتاج النظائر الانشطارية اليورانيوم-235 والبوتولونيوم-239 مهمةً ضخمةً نسبةً إلى تكنولوجيا أربعينيات القرن العشرين، إذ تطلّب 80% من التكلفة الإجمالية للمشروع. أُجري تخصيب اليورانيوم في مرافق كلينتون للأشغال الهندسية قرب مدينة أوك ريدج، تينيسي. كان تخصيب اليورانيوم ممكنًا نظريًا باستخدام التقنيات المتوافرة حينها، لكن الصعوبة كمنت في الارتقاء إلى المستويات الصناعية والكلفة الضخمة التي تحتاج إليها. يشكل اليورانيوم-235 ما نسبته 0.71% من اليورانيوم الطبيعي فقط، ومن المقدر أن إنتاج غرام واحد من اليورانيوم باستخدام مطياف الكتلة سيستغرق 27,000 سنة، وهناك حاجة إلى إنتاج كيلوغرامات منه.

تفجير و سحابة عيش الغراب من "Gadget" (أداة) ، بإنتاجية تقدر بـ 25 كيلو طن من مادة تي إن تي.

البلوتونيوم هو عنصر اصطناعي يحمل خصائص فيزيائية وكيميائية ومعدنية معقدة. لا يوجد هذا العنصر في الطبيعة بكميات ملحوظة. حتى منتصف عام 1944، كان البلوتونيوم الوحيد المعزول مُنتجًا في مسرع دوراني بكميات من رتبة الميكروغرام، بينما تحتاج الأسلحة إلى كيلوغرامات منه. في أبريل من عام 1944، حصل الفيزيائي إميليو سيغري رئيس المجموعة بّي 5 في مختبر لوس ألاموس على أول عينة من البلوتونيوم المستنسل من مفاعل جرافيت X-10 النووي في أوك ريدج. اكتشف سيغري أن العينة التي تلقاها تحوي مقادير ملحوظة من البلوتونيوم-240 بالإضافة إلى البلوتونيوم-239. أنتج مشروع مانهاتن عنصر البلوتونيوم في المفاعلات النووية في مرافق هانفورد للأشغال الهندسية قرب هانفورد، واشنطن.
كلما طال بقاء البلوتونيوم تحت تأثير الأشعة ضمن المعالج -وهذا ضروري لزيادة مطاوعة المعدن-، زادت كمية نظير البوتولونيوم-240، الذي يخضع لانشطار تلقائي بمعدل أكبر بآلاف المرات من البوتولونيوم-239. يعني وجود النيوتورونات الإضافية التي يطلقها البوتولونيوم-240 أن هناك احتمالية مرتفعة بشكل غير مقبول لانفجاره مباشرةً بعد تكون الكتلة الحرجة ضمن مدافع الانشطار النووي، ما ينجم عنه فشل الانفجار، أي حدوث انفجار نووي أضعف بعدة مرات من الانفجار الكامل. يعني هذا أن تصميم قنبلة الرجل النحيف (ثين مان) التي طورها المختبر لن يعمل بشكل صحيح.
اتجه المختبر نحو تصميم بديل، رغم أنه كان صعبًا تقنيًا، وهو السلاح النووي من نمط الانضغاط الداخلي. في سبتمبر عام 1943، اقترح عالم الرياضيات جون فون نيومان تصميمًا تُحاط فيه النواة المنشطرة باثنتين من المواد شديدة الانفجار تنتجان موجات صادمة بسرعات مختلفة. إن تناوب المتفجرات المحترقة الأسرع والأبطأ ضمن ترتيب محسوب بدقة سينتج موجةً ضاغطةً فور حدوث انفجارها المتزامن. هذا ما يسمى «عدسات المتفجرات» التي تعتمد على موجات الصدم الداخلية ذات القوة الكافية لتضغط نواة البلوتونيوم فتصبح أكثف مرات عديدة من وضعها الأصلي. ينقص هذا من حجم الكتلة الحرجة، ويجعلها فوق حرجة، وينشط أيضًا مصدر النيوترونات الواقع في مركز النواة، ما يؤكد أن التفاعل المتسلسل بدأ بالفعل في اللحظة الصحيحة. تتطلب عملية معقدة كهذه بحثًا وتجريبًا من النواحي الهندسية وانسياب الموائع قبل البدء بالتصميم العملي. أُعيد تنظيم مختبر لوس ألاموس بشكل كامل في أغسطس من عام 1944 ليوجه الاهتمام نحو تصنيع قنبلة انضغاط داخلي قابلة للعمل.

## التحضيرات

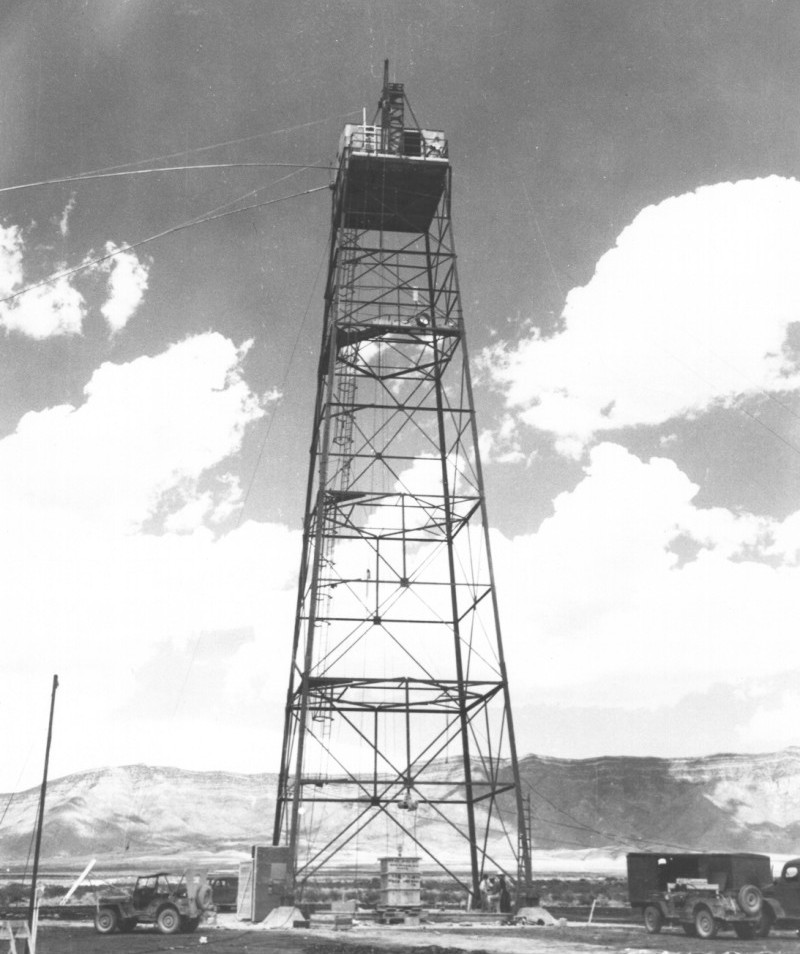
"برج الطلقة" بارتفاع 30 متر ، تم تشييده من أجل الاختبار.

### القرار
ظهرت فكرة إجراء الاختبار على جهاز الانشطار ذي نمط الانضغاط الداخلي في مناقشات جرت ضمن مختبر لوس ألاموس في يناير عام 1944، ونالت دعمًا كافيًا دفع روبرت أوبنهايمر لمفاتحة غروفز بموضوعها. أعطى غروفز موافقته، لكنه كان قلقًا. احتاج مشروع منهاتن كمية كبيرة من المال والجهد لإنتاج البلوتونيوم، وأراد أن يعرف إذا كانت هناك طريقة ما لاستعادة العنصر. عيّن مجلس إدارة المختبر نورمان رامسي لاستقصاء الطريقة الممكنة لفعل ذلك. في فبراير عام 1944، اقترح رامسي إجراء اختبار على نطاق صغير يكون الانفجار فيه محدود الحجم عبر تقليل عدد مولدات التفاعلات المتسلسلة، ويحدث ذلك ضمن وعاء احتواء مختوم يمكن استرجاع البلوتونيوم من داخله.

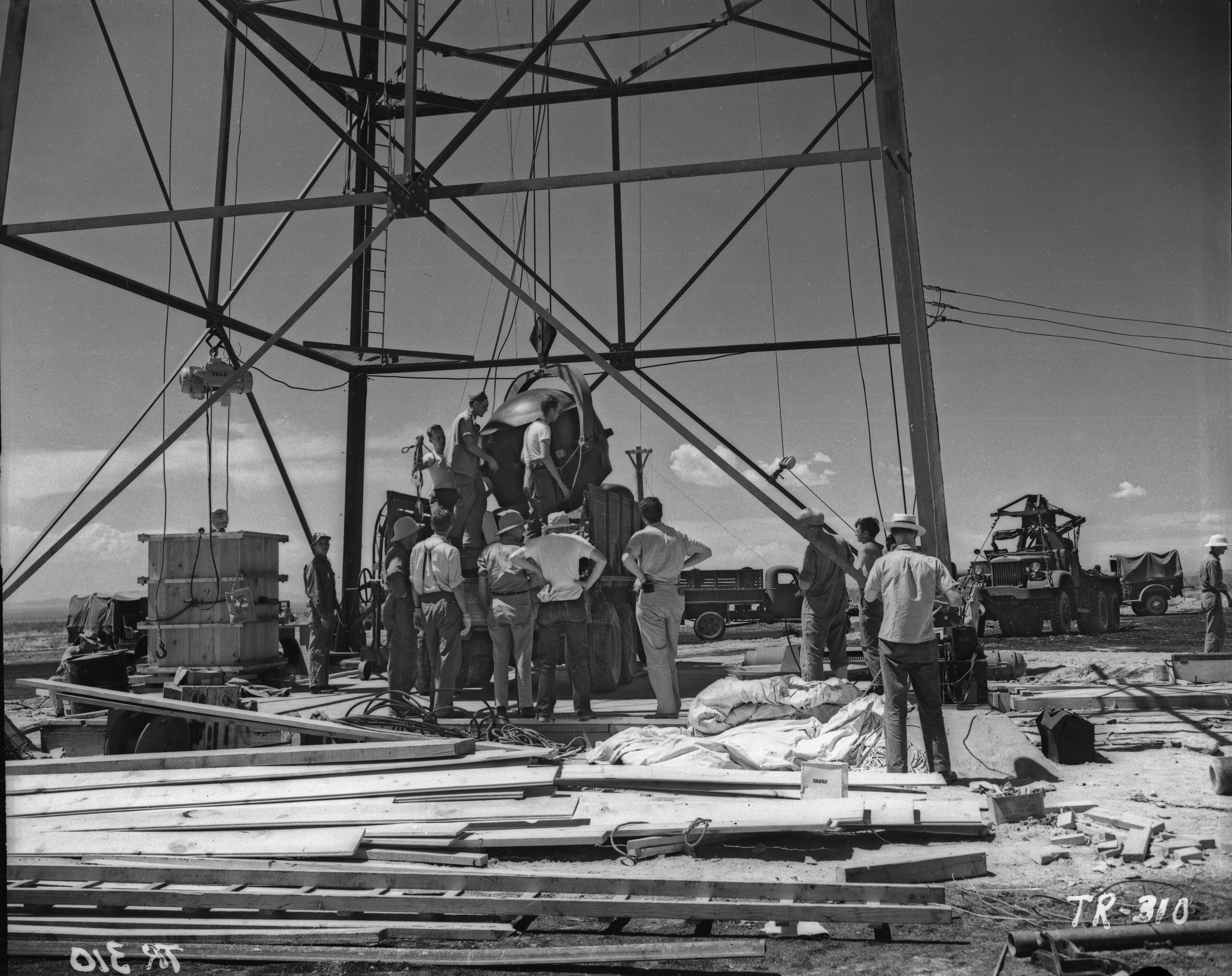
يتم تجهيز القنبلة Gadget في قاعدة البرج من أجل التجميع النهائي

إن الوسائل المستخدمة في توليد تفاعل مضبوط مثل هذا لم تكن مضمونة، والبيانات المجموعة منه ليست بذات الفائدة الناجمة عن انفجار واسع النطاق. رأى أوبنهايمر أن «أداة التفجير يجب أن تخضع لاختبار ضمن نطاق يكون فيه تحرر الطاقة قابلًا للمقارنة مع ما هو متوقع من استخدامها النهائي». في مارس من عام 1944، حصل أوبنهايمر على موافقة غروفز المؤقتة لإجراء تفجير واسع النطاق داخل وعاء احتواء، رغم أن غروفز كان ما يزال قلقًا من تفسير خسارة مليار دولار من قيمة البلوتونيوم لمجلس الشيوخ في حال فشل التجربة.

### الاسم الرمزي
إن أصل التسمية الأصلية الدقيق «ترينيتي» غير معروف، لكنه يُعزى غالبًا إلى أوبنهايمر إشارةً إلى قصيدة جون دون، التي بدورها تشير إلى فكرة الثالوث المسيحية (الإله ذو الطبيعة الثلاثية).

## الأضرار الواقعة على السكان المَحَلِّيِّين
خلافًا للاعتقاد والتصوير الشائعَيْن، كان موقع اختبار ترينيتي مأهولًا بالسكان، واستنادًا للكاتبة والصحفية أليسا فالديز-رودريغيز، فقد أَمْلَهَم الجيش الأمريكي 24 ساعة فقط لإخلاء المنطقة واستُخْدِمَت الجرافات لإزالة مَزَارِعِهِم التي كانوا يَعْتَاشون منها، والجدير بالذكر هنا هو أن معظم هؤلاء السكان وكذلك سكان المناطق المحيطة كانوا من الهِيسْبَانو وكذلك من السكان الأصليين لأمريكا، ولإصرار ليزلي غروفز على الحفاظ على السرية التامة لأي شيء متعلق بمشروع مانهاتن، لم يٌنْذَر سكان المناطق المحيطة بالاختبار. حتى أنه كان من سكان المنطقة شهود عيان رأوا الانفجار جليًّا بأعينهم، فأمر غروفز القوات الجوية بنشر بيان صحفي يحتوي على قصة لتغطية الأمر بأنه كان انفجارًا عن طريق الخطأ في أحد مخازن الأسلحة التابعة لها. 
تَكَوَّن قلب القنبلة المستعملة في الانفجار من 13 باوندًا (5.9 كغم) من البلوتونيوم المُشِعّ، وبالرغم من نجاح الاختبار، إلا أن تفاعل الانشطار المُتَسَلْسِل لم يستهلك سوى 3 باوندات (1.4 كغم)، مما يعني أنه ترك 10 باوندات (4.5 كغم) من المادة المشعة لتُشَكِّل غبارًا نوويًّا يصعد مع الانفجار إلى الغلاف الجوي وينتقل بالرياح إلى المناطق المجاورة. وكان يسكن في الدائرة البالغ نصف قطرها 50 ميلًا (80.5 كم) فقط حول موقع الاختبار أكثر من 13,000 نسمة، ذلك فضْلًا عَمَّن يسكن أبعد من ذلك، وتقول دراسة نٌشِرَت عام 2010م أن مستويات الإشعاع التي رُصِدَتْ قرب بعض البيوت في المنطقة المحيطة بَلَغَتْ "ما يقارب 10,000 ضِعْف ما يُسْمَح به حاليًّا في المناطق العامة"، فكان للغبار النووي تَبِعَات صحية جسيمة، حيث جرى رَصْد الكثير من العائلات التي أُصِيبَتْ بأنواع سرطان مختلفة لأربعة أو خمسة أجيال منذ تفجير القنبلة، وعلى الرغم من ذلك، لم يُشْمَل المُتَضَرِّرُون من اختبار ترينيتي يومًا بالحصول على تعويض تحت قانون تعويضات التَّعَرُّض للإشعاع.